# Acherontia

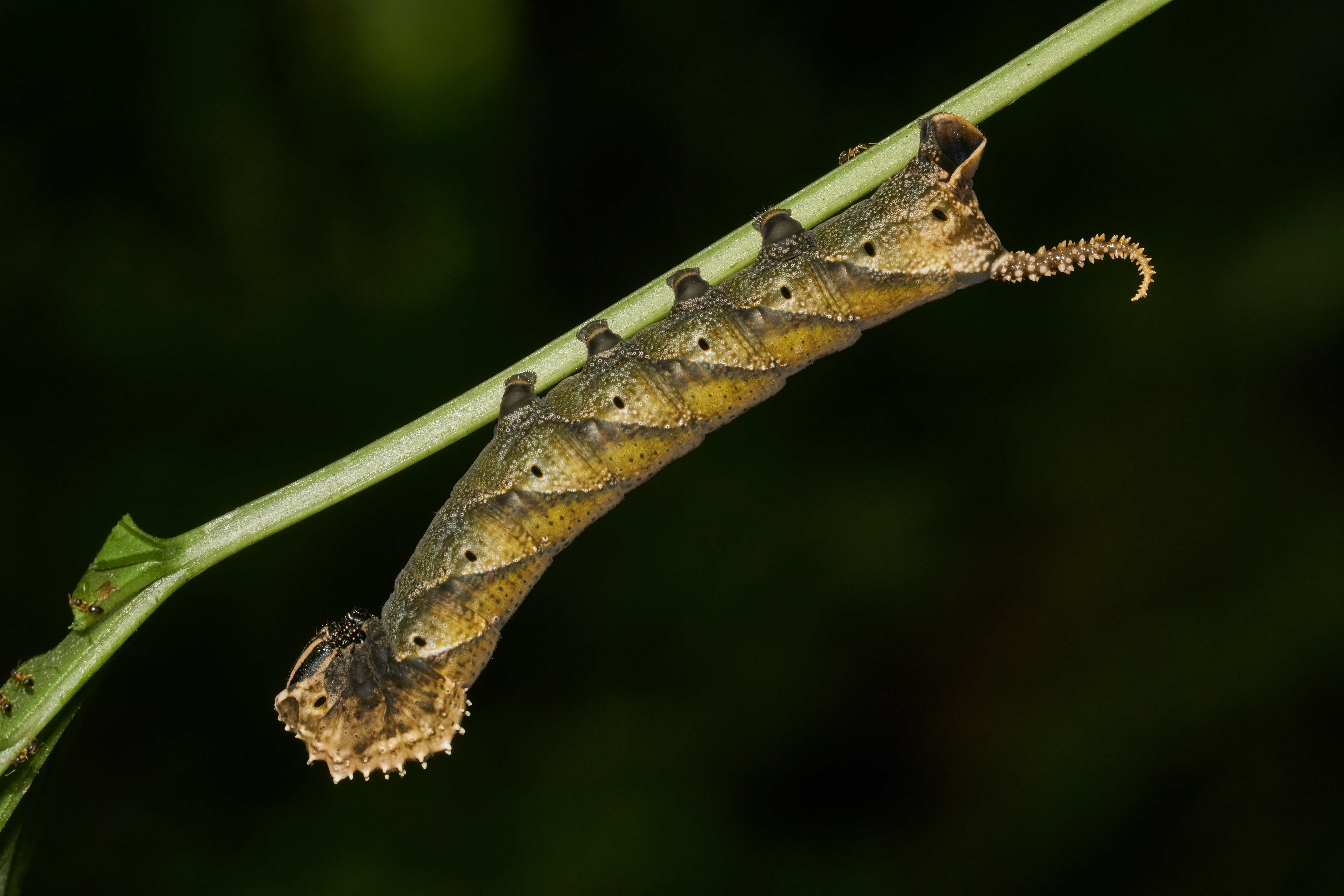
Larva

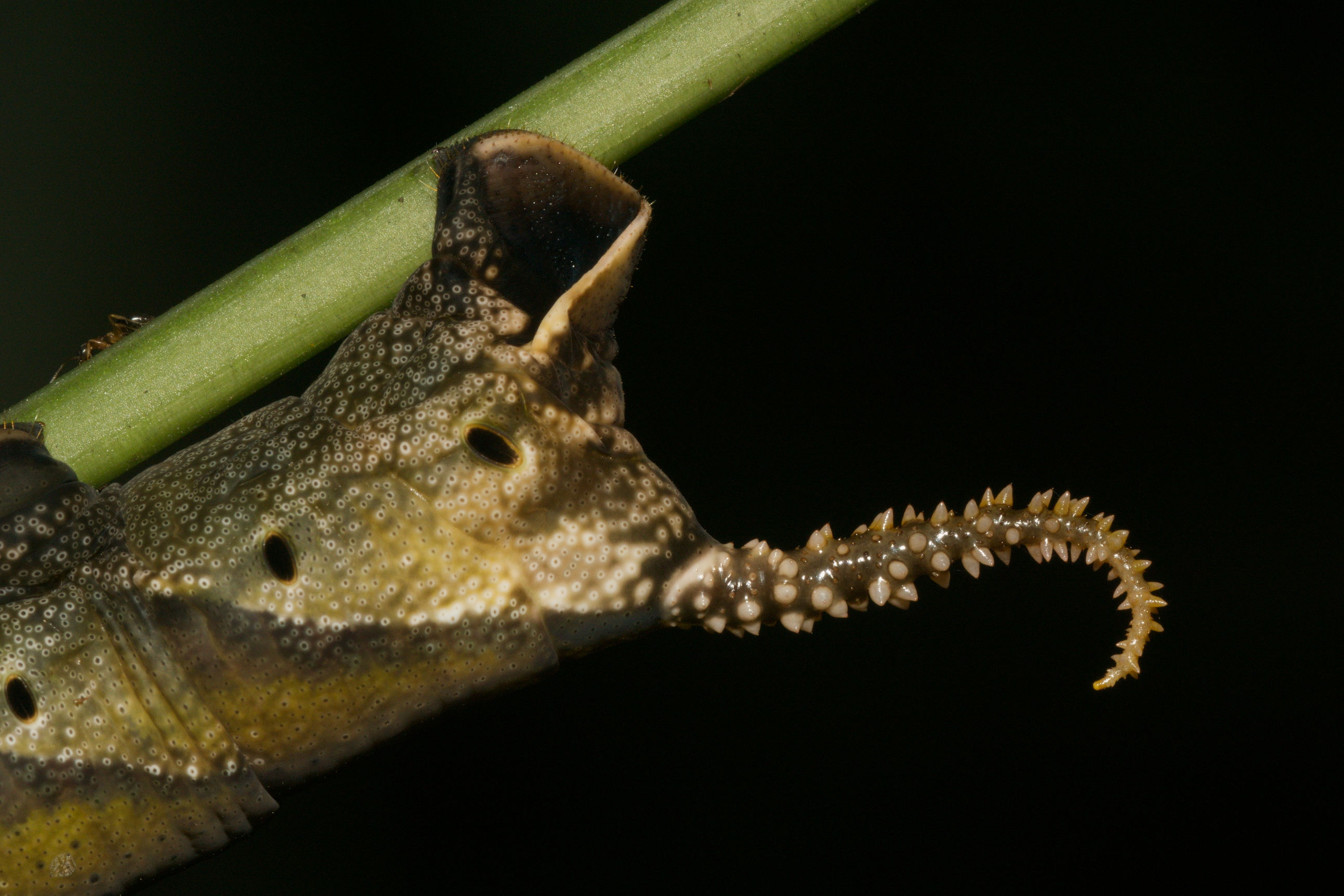
Cuerno característico de orugas de Sphingidae.

Acherontia es un género de lepidópteros de la familia Sphingidae. Se encuentran en Europa, África y Asia.

## Descripción
Son de gran tamaño. La envergadura alcanza 13 cm. Tienen un diseño caractrístico en el dorso del tórax que vagamente parece una calavera humana. Vuelan de noche y no se las ve muy a menudo, pero su diseño ha creado muchas historias en la cultura popular relacionadas con la muerte.

## Comportamiento
Los adultos se alimentan de miel y a menudo invaden las colmenas de abejas domésticas y de otras especies del género Apis. Pueden emitir sonidos como pequeños chasquidos cuando se ven amenazadas, lo cual es poco común entre lepidópteros.

## Ciclo vital
La hembra deposita los huevos en plantas hospederas que pertenecen a las familias Solanaceae, Verbenaceae, Oleaceae, Bignoniaceae y otras.  Las larvas son verdes o gris azulado. Cuando maduran caen al suelo donde excavan un refugio donde proceden a pupar.

## Especies
Incluye tres especies
- Acherontia atropos
- Acherontia styx
- Acherontia lachesis.

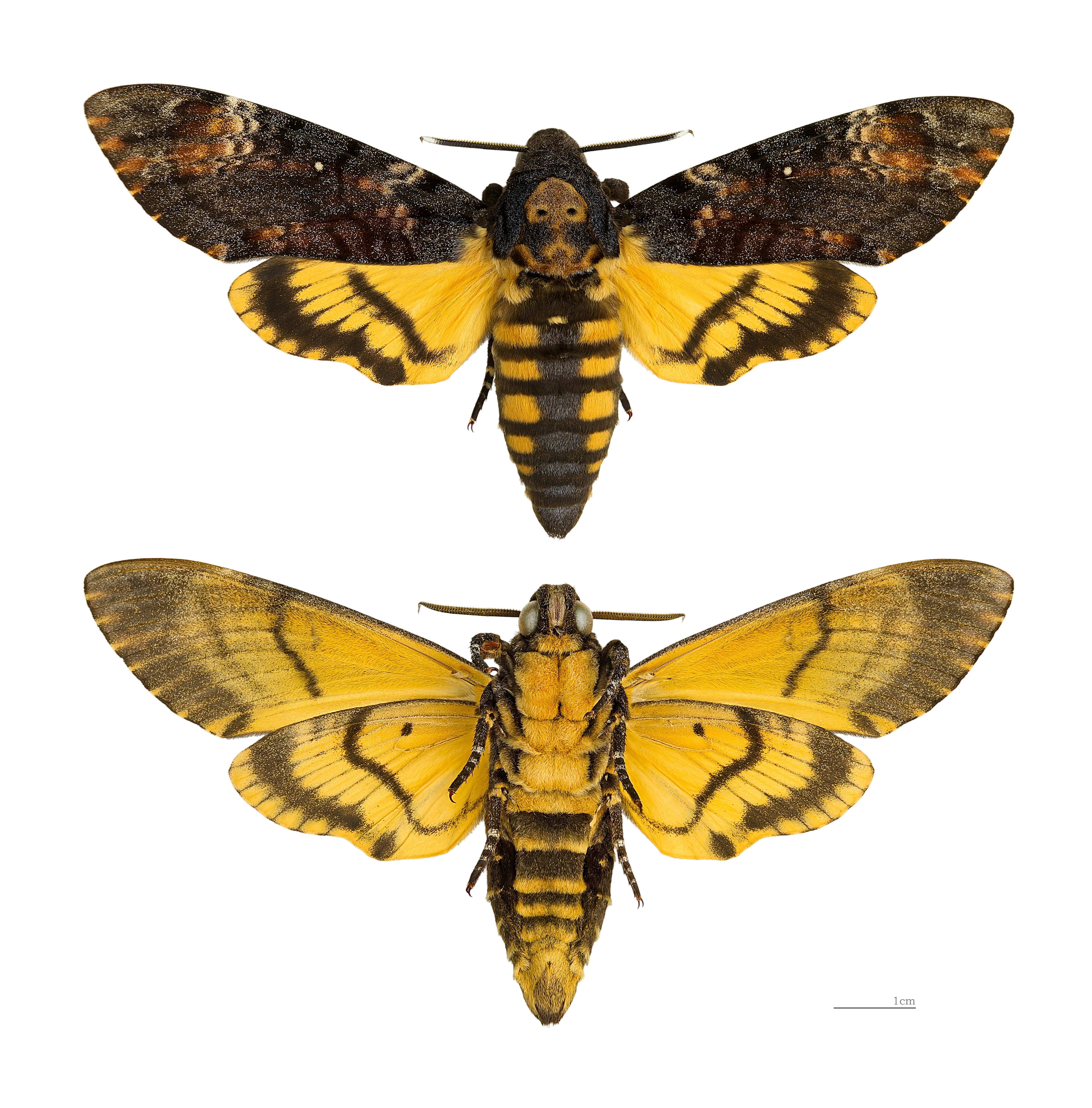
Acherontia atropos
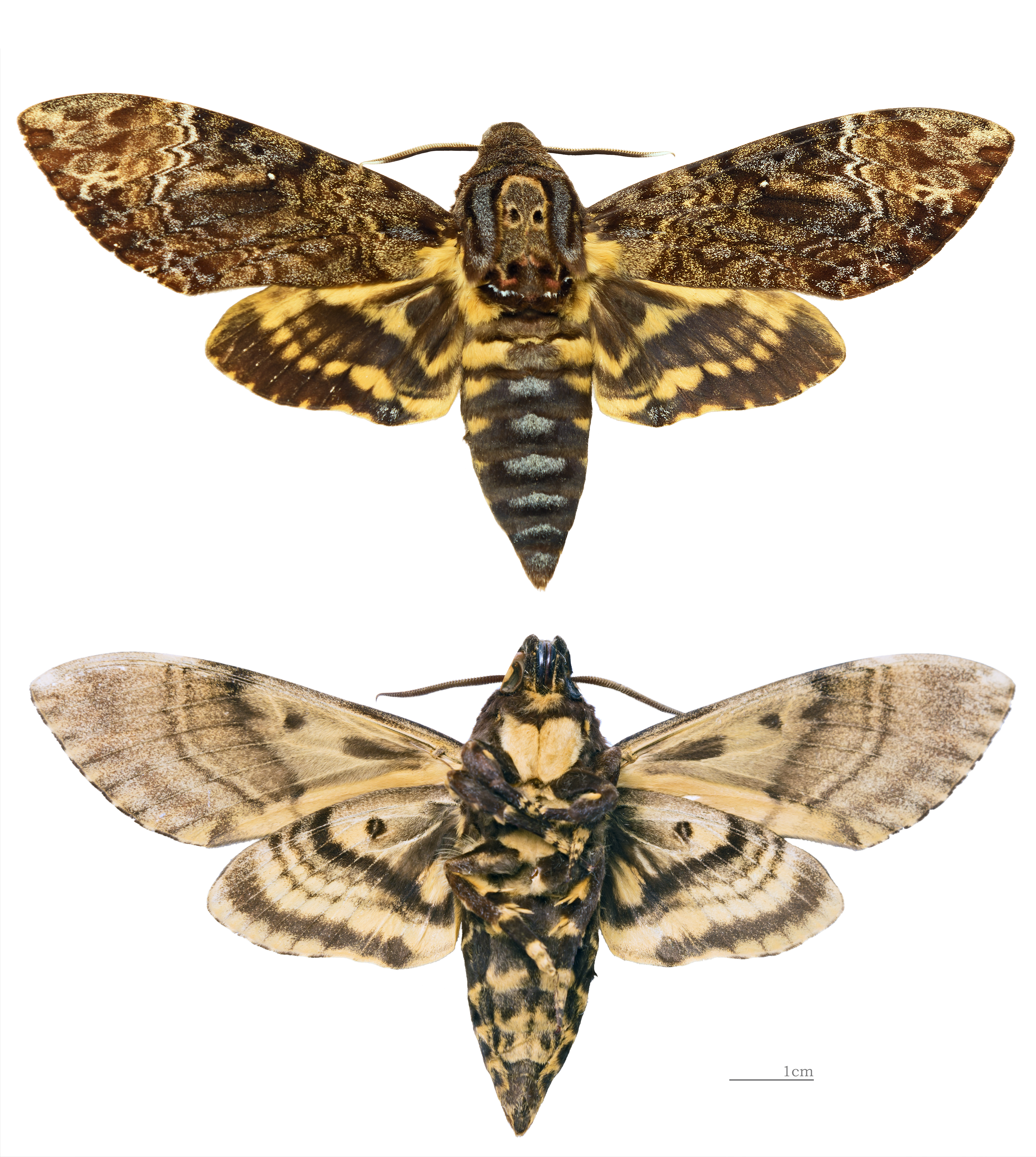
Acherontia lachesis
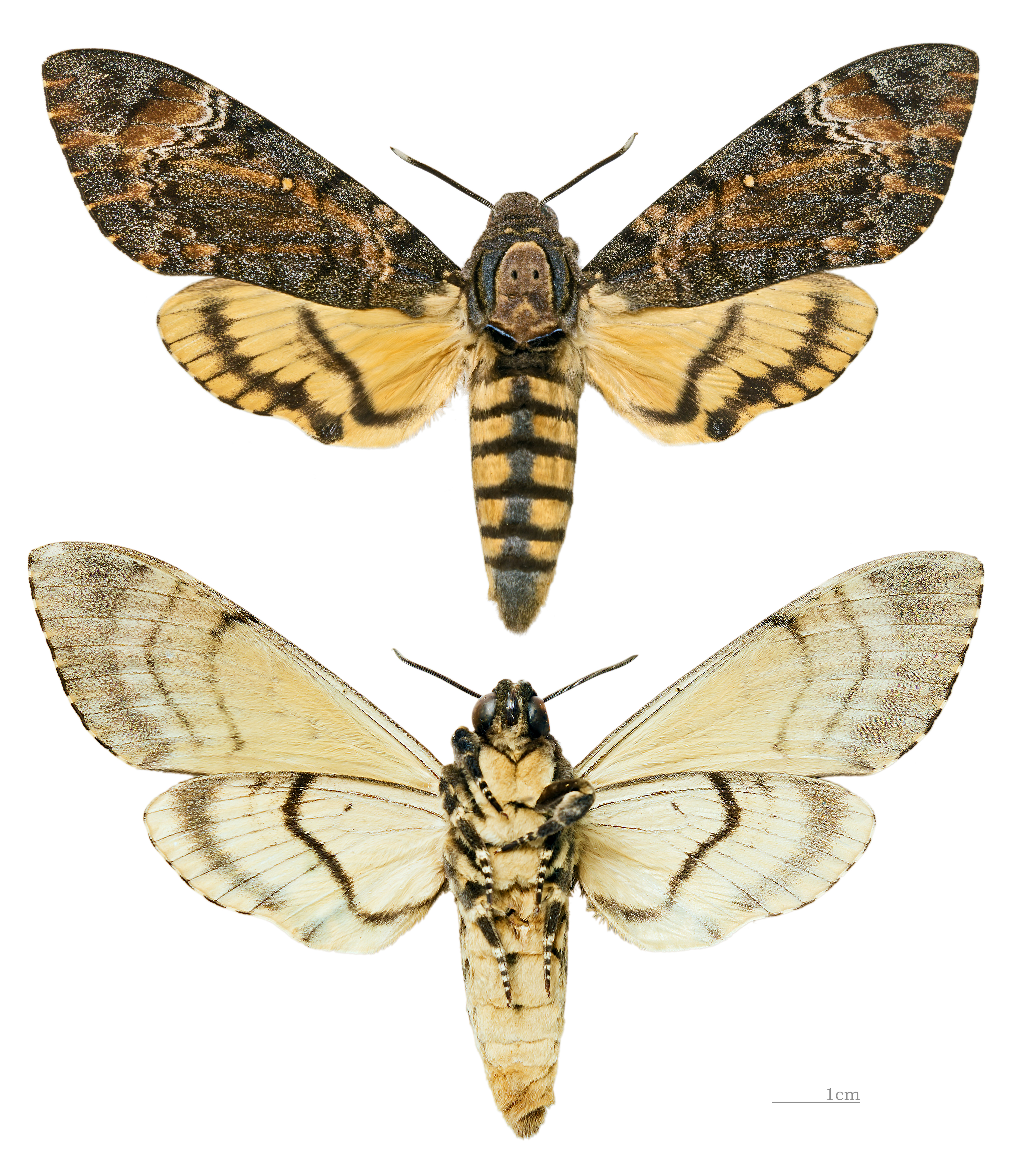
Acherontia styx

Los tres nombres de las especies se relacionan con conceptos asociados a la muerte. El primero se refiere a Átropos, una de las moiras, encargada de cortar el hilo de la vida, en la mitología griega; el segundo a Láquesis, quien medía con su vara la longitud del hilo de la vida; y el tercero a la laguna Estigia, que rodea la región de los muertos, en la misma mitología. 